# Drowning (singolo)
Drowning (nota anche come Drowning (Water) o semplicemente Water) è una canzone del rapper statunitense A Boogie wit da Hoodie, pubblicata il 10 marzo 2017 da Mark Ferrell Jr. e Atlantic Records come singolo principale dall'album in studio di debutto The Bigger Artist.

## Descrizione
La canzone è stata scritta da Calvin Ferrell Sr. e presenta la collaborazione del rapper statunitense Kodak Black. Il singolo è stato prodotto da Jahaan Sweet e da Quasi.

## Successo commerciale
Drowning ha debuttato al numero 94 della Billboard Hot 100 degli Stati Uniti nella settimana del 22 aprile 2017 e ha raggiunto il numero 38 della classifica.  La canzone è rimasta in classifica per 21 settimane, fino al 16 settembre 2017. È stato il primo singolo ad entrare nelle prime 40 posizioni della classifica per A Boogie e il secondo per Kodak. Il 27 luglio 2017, il singolo è stato certificato disco di platino dalla Recording Industry Association of America (RIAA) per vendite fisiche e streaming equivalenti ad oltre un milione di unità negli Stati Uniti. Il 13 dicembre 2019, Drowning è stato certificato 4 volte disco di platino negli Stati Uniti e il 5 marzo 3 volte disco di platino in Canada.

## Video musicale
Il video musicale della canzone è stato pubblicato il 4 ottobre 2017 su YouTube. Il video musicale ha superato le 65 milioni di visualizzazioni a settembre 2020. Il video è ambientato sott'acqua dove A Boogie wit da Hoodie rappa e suona un pianoforte.

## Tracce
Testi e musiche di Artist Dubose, Dieuson Octave, Jahaan Sweet, Ray Nelson, Calvin Ferrell Sr..
1. Drowning (feat. Kodak Black) – 3:29

## Classifiche

### Classifiche settimanali
| Classifica (2016-17)      | Posizione massima |
| ------------------------- | ----------------- |
| Canada                    | 53                |
| Stati Uniti               | 38                |
| Stati Uniti (R&B/Hip-Hop) | 15                |
| Stati Uniti (Rhythmic)    | 28                |

### Classifiche di fine anno
| Classifica (2017)         | Posizione |
| ------------------------- | --------- |
| Stati Uniti               | 81        |
| Stati Uniti (R&B/Hip-Hop) | 35        |